# Naționalism macedonean
Naționalismul macedonean (în macedoneană македонски национализам) este o ideologie naționalistă prezentă în rândul etnicilor macedoneni, care urmărește unitatea culturii macedonene și independența statului macedonean. 
Naționalismul macedonean a apărut pentru prima dată în secolul al XIX-lea, în urma dizolvării Imperiului Otoman, în rândul celor ce doreau autonomia regiunii Macedonia. Ideea a evoluat apoi în timpul secolului al XX-lea, alături de celelalte idei naționaliste în rândul slavilor. Unicitatea identității macedonene va fi solidificată la finalul celui de-al Doilea Război Mondial, odată cu formarea Macedoniei Federale Democrate în cadrul Republicii Populare Federative Iugoslavia.